# Geranium rectum
Geranium rectum är en näveväxtart som beskrevs av Ernst Rudolf von Trautvetter. Geranium rectum ingår i släktet nävor, och familjen näveväxter. Inga underarter finns listade i Catalogue of Life.